# Ski kommune
Ski er en tidligere kommune i Viken fylke i Norge.
I forbindelse med regeringen Solbergs kommunereform vedtog Stortinget 8. juni 2017 at Oppegård og Ski kommuner lægges sammen fra 1. januar 2020. Den nye kommune får navnet Nordre Follo kommune.
Den grænser i nord til Oslo, i øst til Enebakk, i syd til Hobøl og i vest til Ås og Oppegård.
Ski er også navnet på administrationscenteret i kommunen. Ski fik sommeren 2004 bystatus, og er et knudepunkt for jernbanenettet i Oslo-området. Ski er regionssenter for Follo-området.
Navnet Ski kommer fra den gamle form Skeidi, der er afled af ordet Skeid, som betyder et sted hvor man holder kapløb eller kapriding. Derfor har Ski kommune hestehoveder i sit byvåben.
I kommunen ligger byerne Ski (ca. 12.000 indbyggere), Langhus (12.000), Kråkstad (2.000) og Siggerud (1.000).